# Liste der Biografien/Morf
Liste der Biografien |
Portal Biografien |
Personensuche
# |
A |
B |
C |
D |
E |
F |
G |
H |
I |
J |
K |
L |
M |
N |
O |
P |
Q |
R |
S |
T |
U |
V |
W |
X |
Y |
Z |
?
 
Ma |
Mb |
Mc |
Md |
Me |
Mf |
Mg |
Mh |
Mi |
Mj |
Mk |
Ml |
Mm |
Mn |
Mo |
Mp |
Mq |
Mr |
Ms |
Mt |
Mu |
Mv |
Mw |
Mx |
My |
Mz
 
Moa |
Mob |
Moc |
Mod |
Moe |
Mof |
Mog |
Moh |
Moi |
Moj |
Mok |
Mol |
Mom |
Mon |
Moo |
Mop |
Moq |
Mor |
Mos |
Mot |
Mou |
Mov |
Mow |
Mox |
Moy |
Moz
 
Mora |
Morb |
Morc |
Mord |
More |
Morf |
Morg |
Morh |
Mori |
Mork |
Morl |
Morm |
Morn |
Moro |
Morp |
Morr |
Mors |
Mort |
Moru |
Morv |
Morw |
Mory |
Morz
Die Liste der Biografien führt alle Personen auf, die in der deutschsprachigen Wikipedia einen Artikel haben. Dieses ist eine Teilliste mit 19 Einträgen von Personen, deren Namen mit den Buchstaben „Morf“ beginnt.

## Morf
- Morf, David († 1773), Schweizer Baumeister
- Morf, Doris (1927–2003), Schweizer Politikerin (SP), Verlegerin und Schriftstellerin
- Morf, Fritz (1928–2011), Schweizer Fußballspieler
- Morf, Gustav (1900–1978), Schweizer Arzt, Psychologe, Journalist und Politiker der LdU
- Morf, Hans (1896–1990), Schweizer Jurist und Bundesbeamter
- Morf, Heinrich (1818–1899), Schweizer Pädagoge
- Morf, Heinrich (1854–1921), Schweizer Romanist, Sprachwissenschaftler und Literaturwissenschaftler
- Morf, Isabel (* 1957), Schweizer Journalistin und Autorin
- Morf, Rudolf (1839–1925), Schweizer Gewerkschafter und Politiker (SP)
- Morf-Bachmann, Romy (* 1989), Schweizer Handballspielerin

### Morfa
- Morfa González, Susely (* 1982), kubanische Politikerin

### Morff
- Morff, Gottlob Wilhelm (1771–1857), deutscher Hofmaler
- Morff, Johann Jakob (1736–1802), herzoglicher Hof- und Theatermaler

### Morfi
- Morfidou, Anna, griechische SopranistinAnna Morfidou

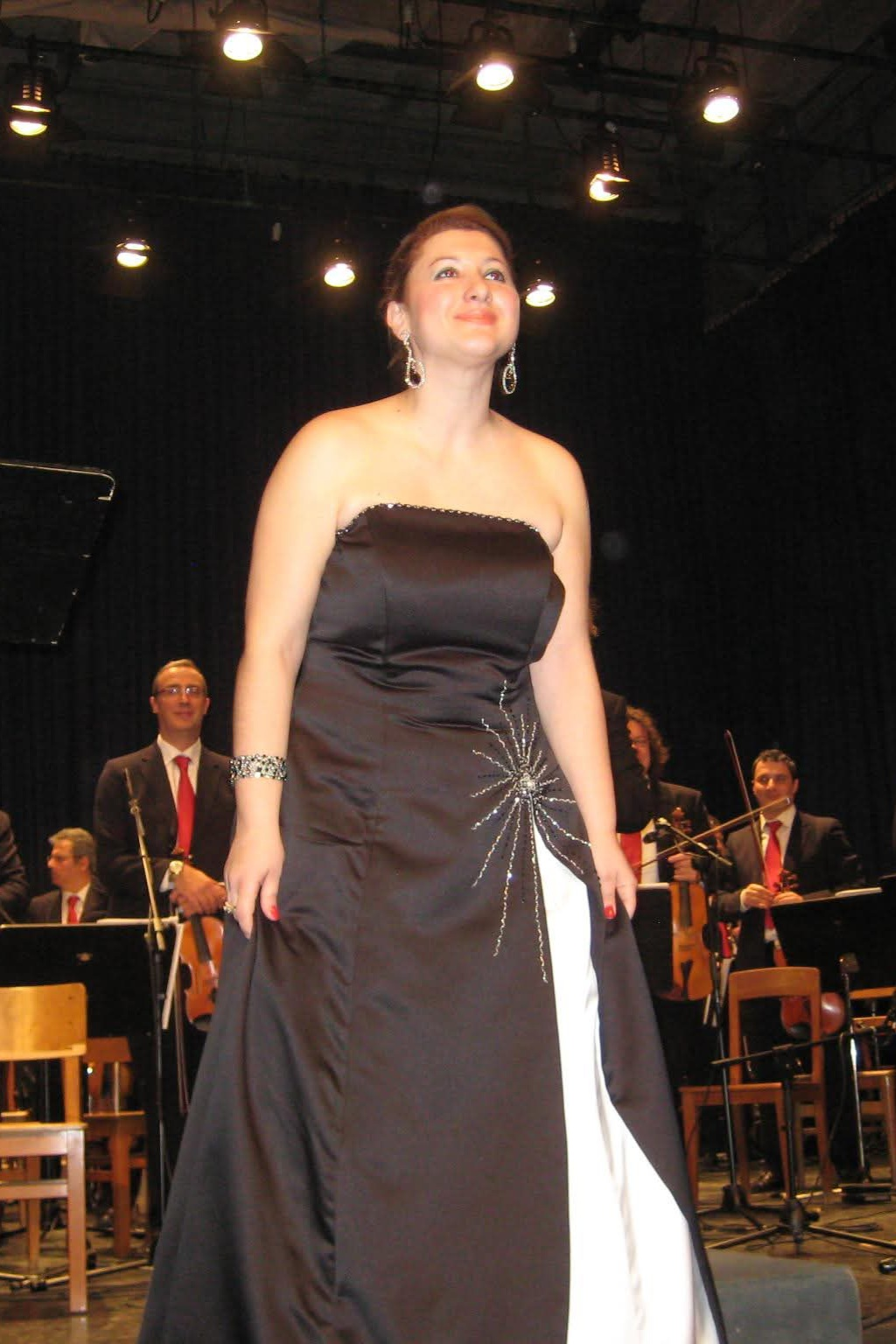
Anna Morfidou

- Morfill, Gregor (* 1945), deutscher Physiker
- Morfino, Mauro Maria (* 1958), italienischer Ordenspriester und römisch-katholischer Bischof
- Morfis, Michalis (* 1979), zyprischer Fußballspieler

### Morfo
- Morfogen, George (1933–2019), US-amerikanischer Schauspieler
- Morford, Craig S. (* 1959), US-amerikanischer Jurist